# Gertrud av Nivelles
Sankta Gertrud av Nivelles, född 626 i Landen, Belgien, död i Nivelles, Belgien. Gertrud vördas som helgon inom bland annat Romersk-katolska kyrkan och Östortodoxa kyrkan. Hennes minnesdag firas den 17 mars.

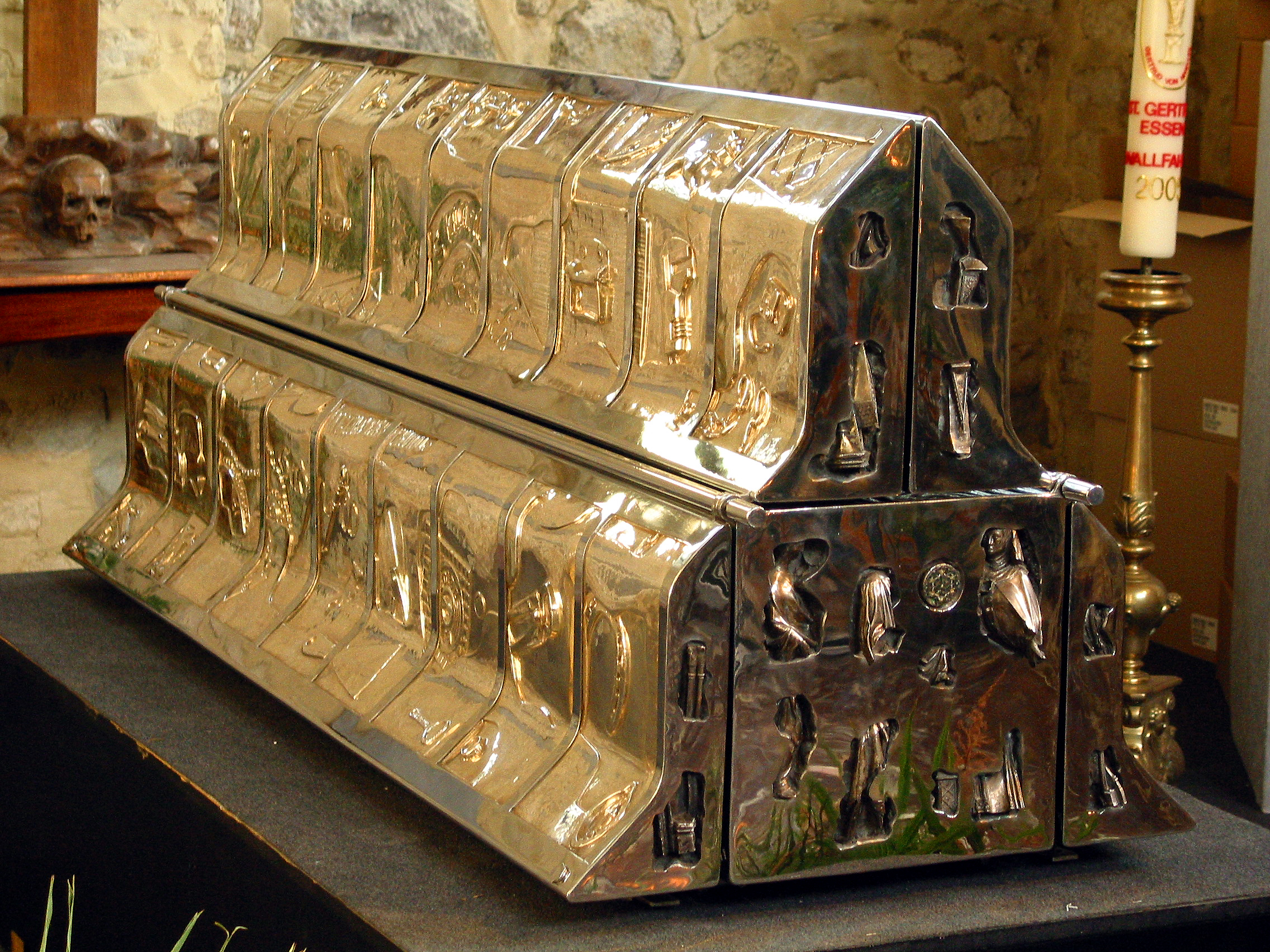
Sankta Gertruds nya relikskrin i Nivelles, Belgien

Hon var dotter till den frankiske maior domus Pippin av Landen och hans hustru sankta Itta samt syster till sankta Begga (abbedissa av Andenne), sankt Bavo och Grimoald I. Efter Pippins död år 640 grundade hennes mor Itta ett dubbelkloster i Nivelles i nuvarande Belgien på inrådan av sankt Amandus, Biskop av Maastricht. Gertrud blev klostrets första abbedissa.
Vid 1300-talets mitt spreds helgonets kult till Norden, bland annat i form av Gertrud-gillen i städer med tyskt befolkningsinslag. Tyska kyrkan i Stockholm ersatte till exempel på 1570-talet S:ta Gertruds gillestuga, där den medeltida stadens tyska borgare hade träffats, och bär alltjämt helgonets namn.
Enligt S:ta Gertruds helgonlegend skulle hon ha räddat några sjöfarande, som ropat till henne när de befann sig i sjönöd. Hon blev därför under medeltiden de resandes skyddshelgon. Till exempel drack man Sankta Gertruds minne innan en resa.
Gertrud framställs vanligtvis i Benediktinordens dräkt hållande en kyrkomodell, bok och/eller abbedissestav, ibland med en krona på huvudet. Kyrkomodellen som attribut syftar på hennes iver att bygga kyrkor. Under senmedeltiden framställdes hon ibland omgiven av råttor. Gertrud är skyddshelgon till ett flertal kyrkor, bland annat i Sverige (till exempel Falsterbo kyrka, Vittskövle kyrka och Häverö kyrka), och hon anropas som hjälpare i dödsstunden.